# Apoloniusz Wysocki
Apoloniusz Wysocki (ur. 9 lutego 1875 w Krasiłowie, zm. po 1934) – pułkownik kawalerii Wojska Polskiego, działacz niepodległościowy.

## Życiorys
Urodził się 9 lutego 1875 w Krasiłowie, w ówczesnym powiecie starokonstantynowskim guberni wołyńskiej, w rodzinie Stanisława i Honoraty z Dromolskich.
Ukończył gimnazjum klasyczne w Żytomierzu i Kijowską Szkołę Junkrów Piechoty. 8 sierpnia 1898, po ukończeniu szkoły junkrów, został mianowany podporucznikiem ze starszeństwem z 8 sierpnia 1897. Służył w 136 tagangorskim pułku piechoty, a następnie 209 nikołajewskim rezerwowym pułku piechoty. 13 sierpnia 1901 został awansowany na porucznika, a 13 sierpnia 1905 na sztabsrotmistrza. W latach 1904–1905 walczył na wojnie rosyjsko-japońskiej. 10 kwietnia 1906 został przeniesiony do Samodzielnego Korpusu Straży Granicznej i przydzielony do Zaamurskiego Okręgu Samodzielnego Korpusu Straży Granicznej. 6 grudnia 1909 został mianowany rotmistrzem ze starszeństwem z 13 sierpnia 1909. 22 stycznia 1910 został przemianowany na kapitana. W tym czasie służył w zaamurskim pułku piechoty, a następnie został przeniesiony do 3 Arensburgskiej Brygady Granicznej (ros. 3-я пограничная Аренсбургская бригада) w Arensburgu. Od czerwca 1914 do sierpnia 1915 jako dowódca 2 grajewskiej pieszej sotni granicznej był przydzielony do 1 Dywizji Grenadierów. 17 lipca 1917 został ranny, a 7 sierpnia przekazany do leczenia szpitalnego. 29 sierpnia 1917 został przyjęty do Szpitala Jerzego w Kijowie jako kontuzjowany w czaszkę i piersi. Był wówczas oficerem 4 pułku granicznego lub 4 polskiego pułku strzelców.
7 maja 1919 został przyjęty do Wojska Polskiego z byłych 1, 2, 3 Korpusów Polskich i byłej armii rosyjskiej, z zatwierdzeniem posiadanego stopnia pułkownika i przydzielony do rezerwy oficerów z dniem 17 kwietnia 1919. 3 czerwca 1919 został przydzielony do Dowództwa Okręgu Etapowego Białystok. 24 czerwca 1919 został przeniesiony do Wojskowej Straży Granicznej. 12 listopada 1919 został zatwierdzony na stanowisku dowódcy 2 pułku Strzelców Granicznych. 25 lutego 1920 został zwolniony ze stanowiska zastępcy dowódcy 2 pułku Strzelców Granicznych i mianowany dowódcą 5 pułku Strzelców Granicznych. 4 czerwca 1920 został zwolniony z czynnej służby i zaliczony do rezerwy armii.
W lutym 1921 został przydzielony na stanowisko komendanta Powiatowej Komendy Uzupełnień 27 pułku piechoty w Częstochowie. Od 1 czerwca 1921 jego oddziałem macierzystym był 27 pułk piechoty w Częstochowie. Później został przeniesiony do korpusu oficerów jazdy, wcielony do 27 pułku ułanów jako oddziału macierzystego i przydzielony do Rezerwy Oficerów Sztabowych Dowództwa Okręgu Korpusu Nr I. Z dniem 20 kwietnia 1923 został odkomenderowany do PKU Czortów celem pełnienia w zastępstwie obowiązków komendanta. W lipcu 1923 jako oficer rezerwy powołany do służby czynnej został przydzielony na stanowisko komendanta PKU Kutno. 16 listopada 1923 został przemianowany z dniem 1 listopada 1923 na oficera zawodowego w stopniu pułkownika ze starszeństwem z 1 czerwca 1919 i 21 lokatą w korpusie oficerów jazdy. We wrześniu 1925 został przydzielony do PKU Łuniniec na stanowisko komendanta. Z dniem 30 września 1927 został przeniesiony w stan spoczynku. Mieszkał w Chełmie przy ul. Obłońskiej 3. W 1934, jako oficer stanu spoczynku pozostawał w ewidencji PKU Chełm. Posiadał przydział do Oficerskiej Kadry Okręgowej Nr II. Był wówczas „przewidziany do użycia w czasie wojny”.
W 1945 w Oddziale Wojewódzkim Państwowego Urzędu Repatriacyjnego w Łodzi został zarejestrowany Apoloniusz Wysocki ur. 1875.

## Ordery i odznaczenia
- Medal Niepodległości – 25 lipca 1933 „za pracę w dziele odzyskania niepodległości”[32][4][33]

rosyjskie
- Order Świętego Stanisława 3 stopnia – 1907[1]
- Order Świętej Anny 3 stopnia – 1908[1]
- Order Świętej Anny 4 stopnia z napisem na szabli „Za odwagę” – 19 listopada 1915[1][10]